# Lac de Lagazuoi
Le lac de Lagazuoi (lago di Lagazuoi en italien ; Lagazuoisee en allemand ; lech de Lagació en ladin) est un petit lac alpin situé au nord du sommet éponyme. Administrativement, le lac fait partie du territoire de San Cassiano, un hameau de Badia, une commune dispersée dans le val Badia (province autonome de Bolzano), très proche de la frontière avec la Vénétie. 
Le lac ne possède aucun affluent visible ni émissaire, alimenté par des sources souterraines ; il est très apprécié des randonneurs, très nombreux dans cette région des Dolomites, pour le caractère pittoresque de l'environnement et la relative simplicité de son accès. Le lac s'élève en effet non loin de l'arrivée du téléphérique en provenance du col de Falzarego, le long de l'Alta via n°1.

## Accès
Le lac de Lagazuoi est accessible uniquement à pied, par différents chemins :
- depuis Capanna Alpina dans le val Sarè, en passant par Plan da l'Ega et le refuge Scotoni (1 h 15) ;
- depuis le refuge Scotoni, en passant par le col de Valparola (2 h) ;
- depuis le passo Falzàrego (1 h).